# أوستنيت
أوستنيت (باللاتينية: Austenite) هو أحد أنواع الحديد، يوجد في هيئة المحلول الجامد جاما (γ)؛ وهو يتألف من كربون ذائب في «حديد جاما» المكعب مركزي الوجه.
تصل أعلى ذوبانية للكربون في الأوستنيت 2.0% وذلك عند درجة حرارة °1148 والمدرجة في مخطط الحديد والكربون.

## التآصلفي الحديد
من عند درجة حرارة 912 إلى 1394 درجة مئوية (1674 إلى 2541 درجة فهرنهيت) يحدث تحول طوري لحديد ألفا من المكعب مركزي الجسم إلى المكعب مركزي الوجه مكوناً حديد جاما أو كما يسمى إيضاً أوستنيت. وهو غالباً يكون طري ومطيل ولكن يذوب فيه الكربون بنسبة أكثر إلى حد 2.04% من الكتلة عند درجة حرارة 1146 درجة مئوية . هذا الطور من حديد جاما يشتهر بأنه النوع الأكثر أستخداماً من الفولاذ الغير قابل للصدأ لعمل معدات للمستشفيات والمعدات المستخدمة في المأكولات.

## التحويل للأوستنيت

منحنى أطوار الحديد والكربون، ويتبين منه سبيكة الأوستنيت (γ) المستقرة للفولاذ الكربوني.

تآصل الحديد (صوره البلورية);
الحديد ألفا المكعب مركزي الجسم و
الحديد جاما نظام بلوري مكعب مركزي الوجه.

التحويل للأوستنيت يتم عن طريق تسخين الحديد أو الحديد ذو الأصل المعدني أو الصلب لدرجة الحرارة التي يتحول عندها البنية البلورية من الفيريت إلى الأوستنيت. عند التحول الغير كامل للأوستنيت يترك جبيبات كربيدغير متحللة في بنية البلورية.
في بعض سبائك الحديد الكربونية يمكن تكوّن كربيدات أثناء التحويل للأوستنيت أثناء التسخين. والمصطلح الشائع الذي يطلق على ذلك هو التحويل للأوستنيت ذو الطورين.

## تقسية الأوستنيت
تجرى عملية تسقية على سبيكة الحديد لتحسين خواصها المكانيكية. يتم تسخين المعدن إلى منطقة الأوستنيت في منحنى اتزان الحديد والسمنتيت ثم يغمر في حمام ملح أو وسط آخر طاردة للحرارة يكون بين درجتى 300-375 درجة مئوية. ويتم تخمير المعدن في درجة الحرارة هذه إلى أن يتحول الأوستنيت إلى باينيت (شريحي البنية المجهرية) أو إلى أوسفريت (باينيت فريت + أوستنيت عالي الكربون).
بتغيير حرارة عملية التحويل للأوستنيت، يمكن الحصول من خلال عملية تقسية الأوستنيت على أبنية مجهرية مختلفة ومرغوب فيها، حيث أنها تعطيه خواصا جيدة . بزيادة درجة حرارة عملية تحويل الأوستنيت يمكن الحصول على محتوى أكبر من الكربون في الأوستنيت، في حين بتقليل درجة الحرارة يكون التوزيع البنيانى منتظم أكثر.

## السلوك في الصلب الكربوني العادي
عندما يتم تبريد الأوستنيت في الغالب يتحول إلى خليط من الفيريت والسمنتيت وذلك لانتشار الكربون. وبالاعتماد على تشكيل السبيكة ومعدل التبريد يمكن ان يتكون البرليت. إذا كان معدل التبريد سريعا جداً قد يحدث للسبيكة تشوه كبير في البنية البلورية حيث تتحول إلى نظام رباعي مركزي الجسم بدلاً من أن تتحول إلى الفريت والسمنتيت. في الصناعة تعد هذه حالة مهمة جداً حيث أن الكربون غير مسموح له بالانتشار نتيجة سرعة التبريد، ولذلك يتم الحصول على مارتنزيت صَلب. يحدد معدل التبريد نسب المارتنزيت والفريت والسمنتيت وبالتالي يحدد الخواص الميكانيكية للحديد الناتج، مثل صلادة ومقاومة الشد. وإذا تم عمل تبريد سريع (للحث على تكوين المارتنزيت) ثم عمل معالجة حرارية سوف يتم تحويل بعض المارتنزيت القصف إلى مارتزيت مُعالج حرارياً. وإذا تم تبريد سريع لحديد قابليته للتصليب ضعيفة سوف يتبقى نسبة كبيرة من الأوستنيت في البنيان المجهري.

## الاستقرار
يمكن حدوث استقرار لبنيان الأوستنيت بإضافة عناصر سبائكية معينة مثل الماغنسيوم والنيكل لإن ذلك سوف يسهل عملية المعالجة الحرارية لسبائك الصلب قليل العناصر السبائكية. في الحالة القصوى للأوستنيت الفولاذي الغير قابل للصدأ بزيادة نسبة العناصر السبائكية يجعله أكثر استقراراً حتى في درجة حرارة الغرفة. وعلى العكس بعض العناصر مثل السليكون والموليبدنوم والكروم تؤدي إلى زعزعة استقرار الأوستنيت.

## تحويل الأوستنيت ودرجة حرارة كوري
تتصف السبائك المغناطيسية بأن لها درجة حرارة كوري (وهي درجة الحرارة التي تتوقف عندها الخاصية المغناطيسية). وفي بعض السبائك تكون درجة حرارة كوري مقاربة من درجة حرارة تحويل الأوستنيت. ويرجع ذلك لطبيعة المغناطيسية المسايرة للأوستنيت أي أنه paramagnetic ، بينما المارتنزيت والفيريت كلاهما ذو مغناطيسية حديدية ferromagnetic.

## الخواص الميكانيكية للأوستنيت
1. مقاومة الشد 100 كجم/ مم2
2. الأستطالة 10% (عند طول قياسي 50 مم).
3. القساوة Rc 40.
4. غير قابل للمغنطة.
5. مقاوم للتآكل.
6. يتصف باللدونة العالية.
7. ارتفاع المقاومة الكهربية.

## اقرأ أيضاً
- فولاذ هندواني